# Medziphema
Medziphema es una ciudad situada en el distrito de Dimapur en el estado de Nagaland (India). Su población es de 8738 habitantes (2011). Se encuentra a 14 km de Dimapur. Se encuentra a 33 km de Dimapur. 

## Demografía
Según el censo de 2011 la población de Medziphema era de 8738 habitantes, de los cuales 4760 eran hombres y 3978 eran mujeres. Medziphema tiene una tasa media de alfabetización del 90,31%, superior a la media estatal del 79,55%: la alfabetización masculina es del 93,22%, y la alfabetización femenina del 86,74%.